# Rhynchomys soricoides
Rhynchomys soricoides és una espècie de mamífer rosegador de la família dels múrids. És endèmic de l'illa de Luzon (Filipines), on viu a altituds d'entre 1.600 i 2.690 msnm. El seu hàbitat natural són els boscos molsosos. Està amenaçat per la desforestació del seu medi. El seu nom específic, soricoides, significa 'semblant a una musaranya' en llatí.